# Auteuil (Oise)
Pour les articles homonymes, voir Auteuil et Autheuil.
Auteuil est une commune française située dans le département de l'Oise en région Hauts-de-France.

## Géographie

### Description

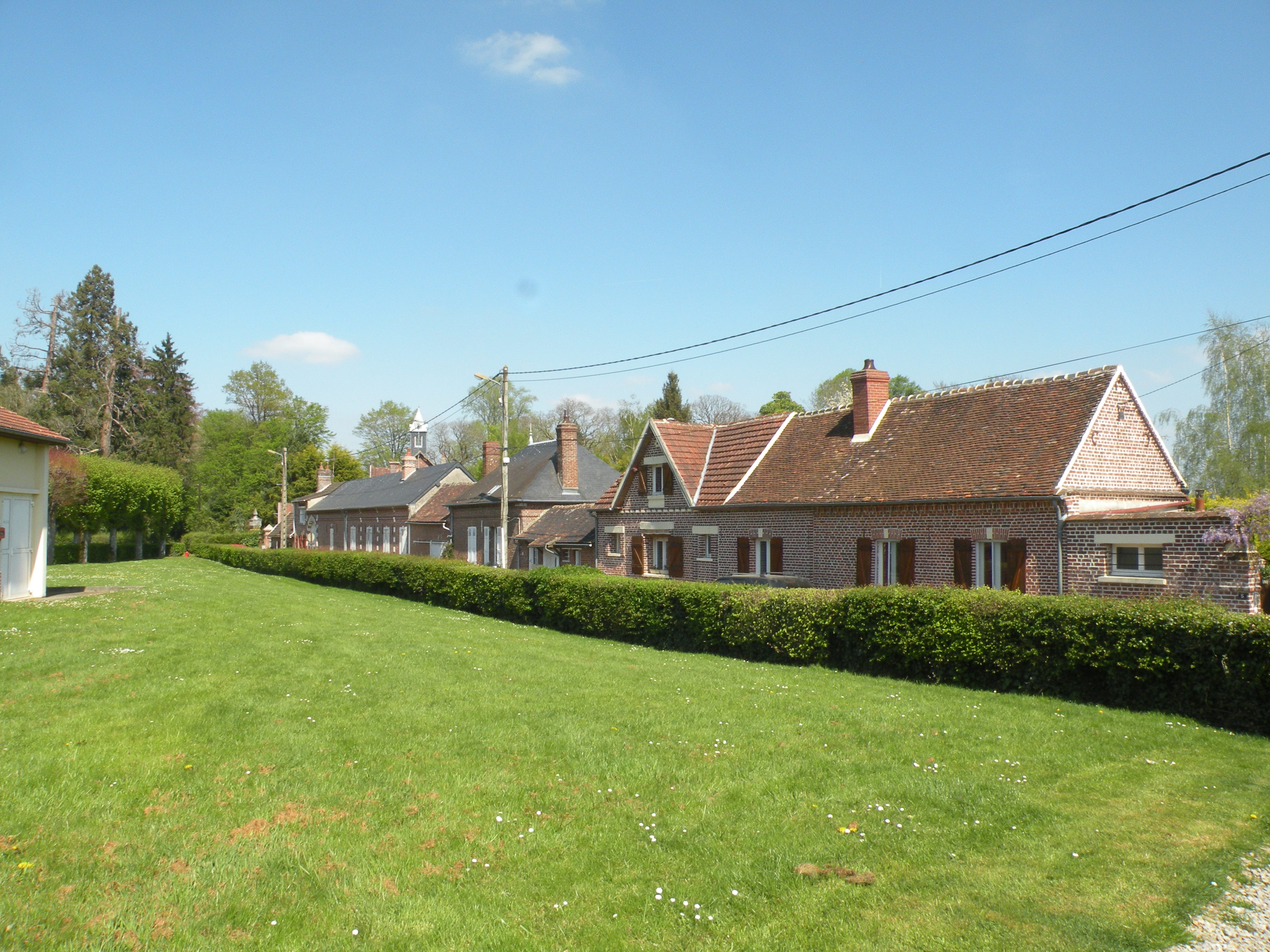
Ambiance de la commune.

Auteuil est un village périurbain du Beauvaisis dans l'Oise situé à la limite du Pays de Bray, à 10 km au sud de Beauvais, à 32 km au nord de Pontoise et à 25 km au nord-est de Gisors.

### Communes limitrophes
| Frocourt            |              | Allonne              |
| Berneuil-en-Bray    | Auteuil      | Saint-Sulpice        |
| La Neuville-Garnier | Valdampierre | La Neuville-d'Aumont |

### Hydrographie

#### Réseau hydrographique
La commune est située dans le bassin Seine-Normandie. Elle est drainée par la Serpentine, le cours d'eau 06 de la commune d'Hodenc-l'Evêque et le fossé du Bois de l'Equipe,,.

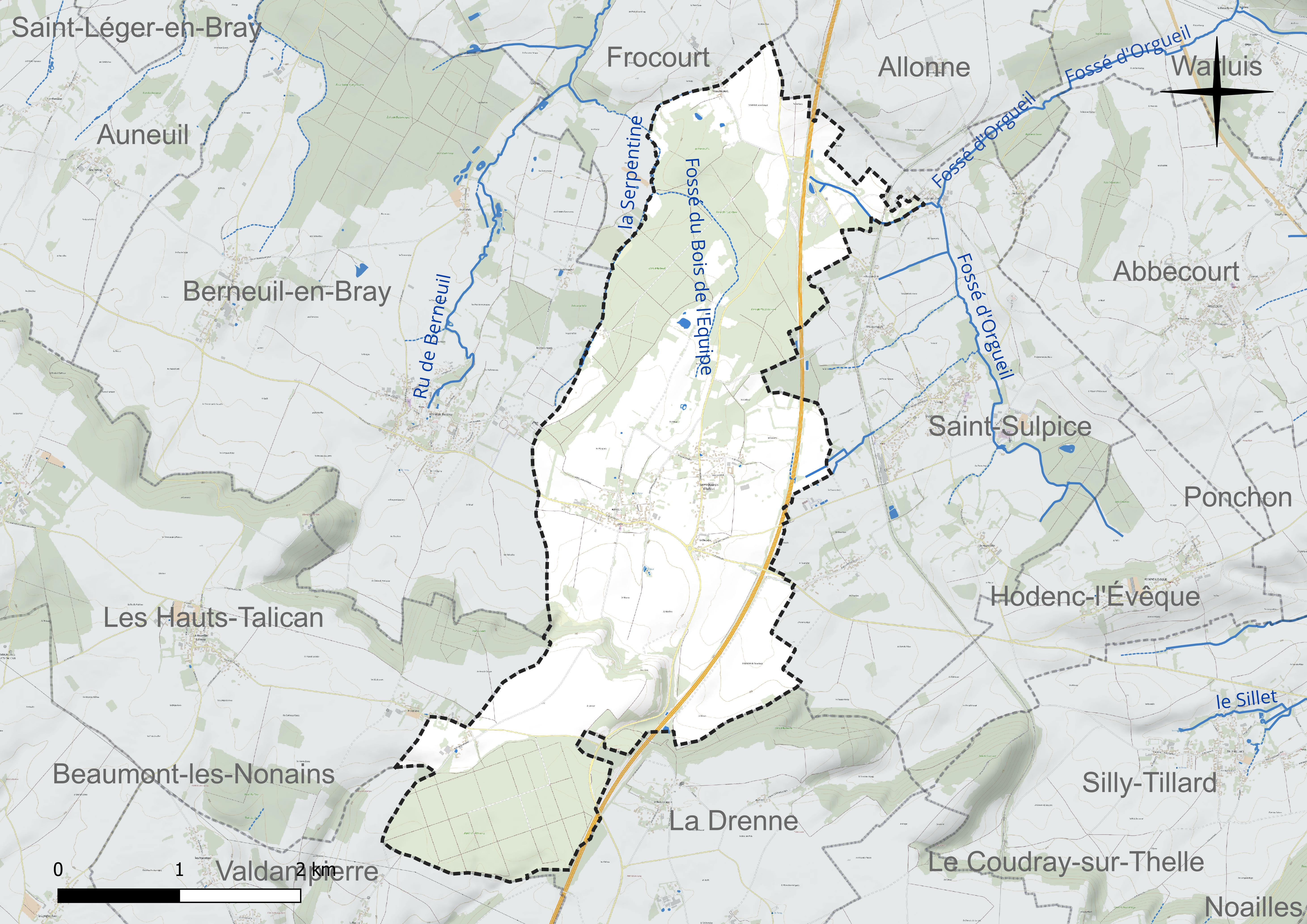
Réseau hydrographique d'Auteuil.

#### Gestion et qualité des eaux
Le territoire communal est couvert par le schéma d'aménagement et de gestion des eaux (SAGE) « Sensée ». Ce document de planification concerne un territoire de 1 219 km2 de superficie, délimité par le bassin versant du Thérain. Le périmètre a été arrêté le 27 janvier 2023 et le SAGE proprement dit est, en 2024, en cours d'élaboration. La structure porteuse de l'élaboration et de la mise en œuvre est le syndicat intercommunal de la Vallée du Thérain (SIVT).
La qualité des cours d'eau peut être consultée sur un site dédié géré par les agences de l'eau et l'Agence française pour la biodiversité.

### Climat
Pour des articles plus généraux, voir Climat des Hauts-de-France et Climat de l'Oise.
En 2010, le climat de la commune est de type climat océanique dégradé des plaines du Centre et du Nord, selon une étude du CNRS s'appuyant sur une série de données couvrant la période 1971-2000. En 2020, Météo-France publie une typologie des climats de la France métropolitaine dans laquelle la commune est exposée à un climat océanique et est dans une zone de transition entre les régions climatiques « Sud-ouest du bassin Parisien » et « Nord-est du bassin Parisien ».
Pour la période 1971-2000, la température annuelle moyenne est de 10,3 °C, avec une amplitude thermique annuelle de 14,4 °C. Le cumul annuel moyen de précipitations est de 756 mm, avec 11,2 jours de précipitations en janvier et 8,4 jours en juillet. Pour la période 1991-2020, la température moyenne annuelle observée sur la station météorologique la plus proche, située sur la commune de Tillé à 14 km à vol d'oiseau, est de 11,0 °C et le cumul annuel moyen de précipitations est de 655,5 mm,. Pour l'avenir, les paramètres climatiques de la commune estimés pour 2050 selon différents scénarios d'émission de gaz à effet de serre sont consultables sur un site dédié publié par Météo-France en novembre 2022.

### Milieux naturels et biodiversité
La commune comprend des larris (Pelouse calcicole) au sud du village, le long de la cuesta limitant au sud la dépression du Pays de Bray préservés par le Conservatoire d'espaces naturels des Hauts-de-France. On y observe notamment la colchique d'automne (Colchicum automnale), l'épilobe à grandes fleurs (Epilobium hirsutum), l'euphraise raide (Euphrasia stricta), la gentiane d'Allemagne (Gentianella germanica), l'ophrys abeille (ophrys apifera) et l'ophrys mouche (Ophrys insectifera), la parnassie des marais (Parnassia palustris), la petite linaire (chaenorhinum minus, la vipérine commune (echium vulgare),,.

## Urbanisme

### Typologie
Au 1er janvier 2024, Auteuil est catégorisée commune rurale à habitat dispersé, selon la nouvelle grille communale de densité à sept niveaux définie par l'Insee en 2022.
Elle est située hors unité urbaine. Par ailleurs la commune fait partie de l'aire d'attraction de Paris, dont elle est une commune de la couronne,.

### Occupation des sols
L'occupation des sols de la commune, telle qu'elle ressort de la base de données européenne d'occupation biophysique des sols Corine Land Cover (CLC), est marquée par l'importance des territoires agricoles (59,5 % en 2018), une proportion sensiblement équivalente à celle de 1990 (59,8 %). La répartition détaillée en 2018 est la suivante : 
forêts (35,9 %), terres arables (30,5 %), prairies (27,5 %), zones urbanisées (4,6 %), zones agricoles hétérogènes (1,5 %). L'évolution de l'occupation des sols de la commune et de ses infrastructures peut être observée sur les différentes représentations cartographiques du territoire : la carte de Cassini (XVIIIe siècle), la carte d'état-major (1820-1866) et les cartes ou photos aériennes de l'IGN pour la période actuelle (1950 à aujourd'hui).

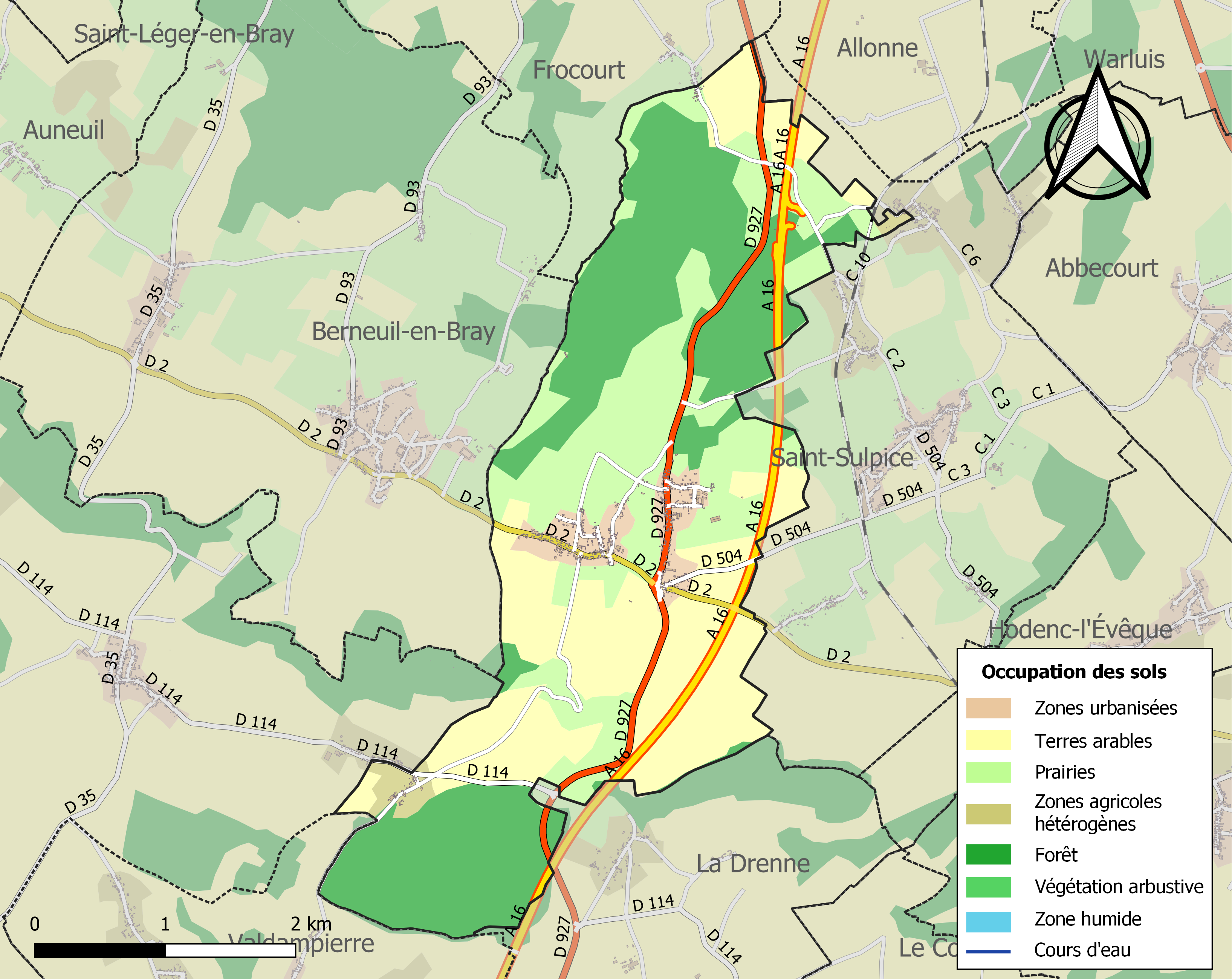
Carte des infrastructures et de l'occupation des sols de la commune en 2018 (CLC).

### Habitat et logement
En 2018, le nombre total de logements dans la commune était de 256, alors qu'il était de 227 en 2013 et de 222 en 2008.
Parmi ces logements, 85,5 % étaient des résidences principales, 5,5 % des résidences secondaires et 9 % des logements vacants. Ces logements étaient pour 91,8 % d'entre eux des maisons individuelles et pour 8,2 % des appartements.
Le tableau ci-dessous présente la typologie des logements à Auteuil en 2018 en comparaison avec celle de l'Oise et de la France entière. Une caractéristique marquante du parc de logements est ainsi une proportion de résidences secondaires et logements occasionnels (5,5 %) supérieure à celle du département (2,5 %) restant toutefois bien inférieure à la moyenne nationale (9,7 %). Concernant le statut d'occupation de ces logements, 83,1 % des habitants de la commune sont propriétaires de leur logement (88,3 % en 2013), contre 61,4 % pour l'Oise et 57,5 pour la France entière.
| Typologie                                               | Auteuil | Oise | France entière |
| ------------------------------------------------------- | ------- | ---- | -------------- |
| Résidences principales (en %)                           | 85,5    | 90,4 | 82,1           |
| Résidences secondaires et logements occasionnels (en %) | 5,5     | 2,5  | 9,7            |
| Logements vacants (en %)                                | 9       | 7,1  | 8,2            |

### Voies de communication et transports
La commune est traversée par l'autoroute A16, elle est desservie par l'ancienne route nationale 327 (actuelle RD 927).
La commune bénéficie de la gare de Saint-Sulpice - Auteuil, située sur la commune voisine de Saint-Sulpice, desservie par des trains TER Hauts-de-France qui effectuent des missions entre les gares de Paris-Nord et de Beauvais.
Elle est desservie, en 2023, par des lignes scolaires et le service de transport à la demande Corolis à la demande - Zone Sud du réseau Corolis. Auteuil est également desservie par les lignes 617, 6138 et 6144 du réseau interurbain de l'Oise.

## Toponymie
Le village a été connu sous les noms d'Autheuil, d'Autheil ou d'Authuel (Altoilum, Altholium).
Le toponyme Auteuil: son étymologie ferait référence au latin altar (« autel »), ou au latin altum (« élevé ») et gaulois  ialo (« clairière, zone défrichée »). Auteuil se retrouve dans d'autres régions.
Durant la Révolution française, la commune porte le nom d'Auteuil-sans-Culottes.

## Histoire

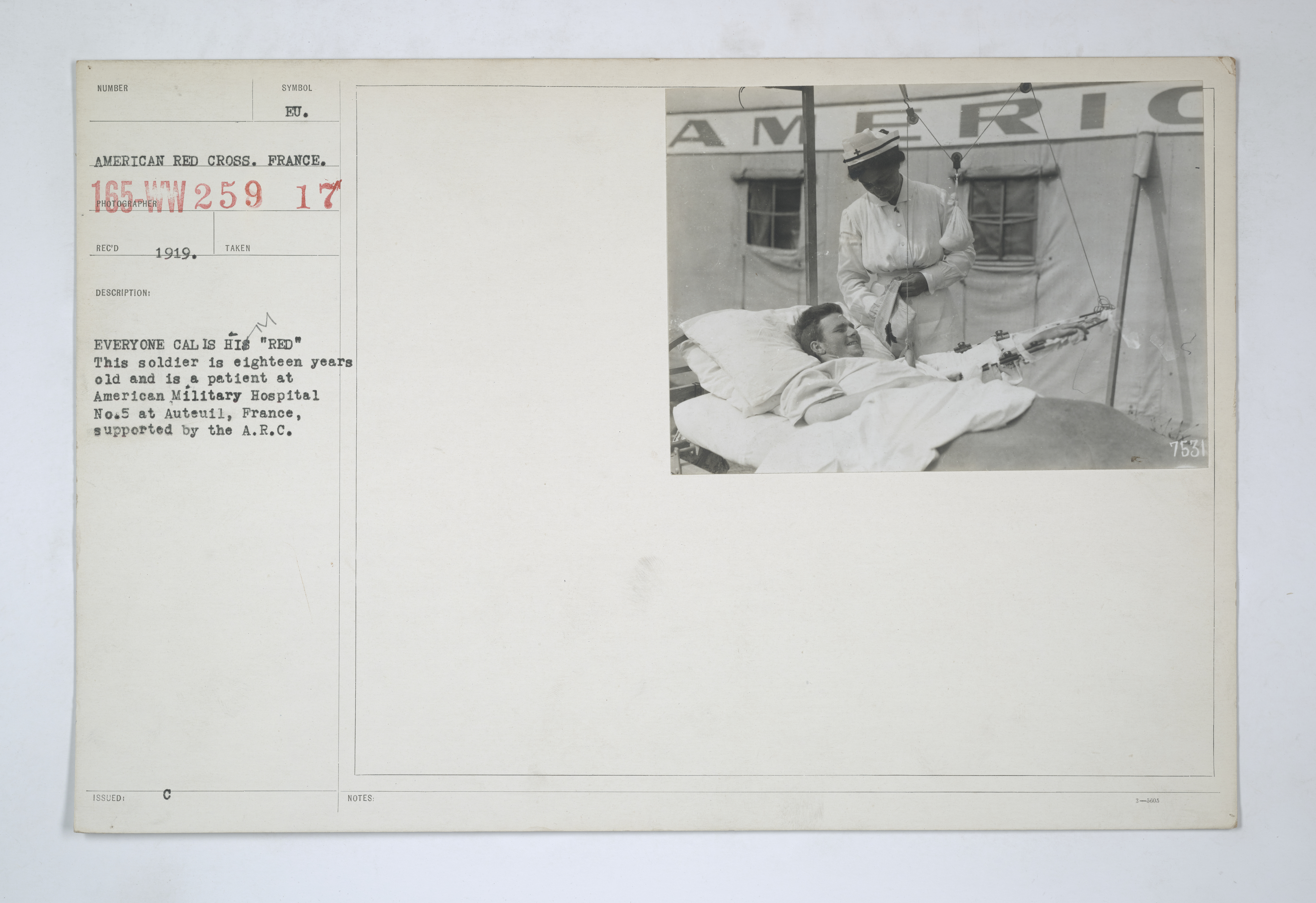
Blessé soigné dans l'hôptal militaire d'Auteuil.

Louis Graves indiquait : « Auteuil était le chef-lieu d'une seigneurie fort ancienne, dont relevaient, en tout ou en partie, Frocourt, Bongenoult, Crécy, Malassise, La Neuville-Garnier, Villotran, Berneuil ; elle relevait elle-même de l'évêché de Beauvais. Elle avait primitivement le litre de baronnie et fut possédée anciennement par la maison de Boulainvillers, puis par celle de Combauld, qui tirait son origine paternelle d'Archambault de Bourbon, et que ses descendants ont conservée sans discontinuer jusqu'à présent.
Par lettres patentes de septembre 1660, cette terre fut érigée en comté, en faveur de Charles de Combauld, gouverneur du grand Condé, qui devait une juste célébrité à ses écrits sur la noblesse et sur la chevalerie. »
Durant la Première Guerre mondiale, un hôpital militaire américain est aménagé en 1917-1918  dans la commune.

## Politique et administration

### Rattachements administratifs et électoraux

#### Rattachements administratifs
La commune se trouve depuis 1926 dans l'arrondissement de Beauvais du département de l'Oise.
Elle faisait partie depuis 1802 du canton d'Auneuil. Dans le cadre du redécoupage cantonal de 2014 en France, cette circonscription administrative territoriale a disparu, et le canton n'est plus qu'une circonscription électorale.

#### Rattachements électoraux
Pour les élections départementales, la commune fait partie depuis 2014 du canton de Beauvais-2
Pour l'élection des députés, elle fait partie de la deuxième circonscription de l'Oise.

### Intercommunalité
Auteuil est membre de la communauté d'agglomération du Beauvaisis, un établissement public de coopération intercommunale (EPCI) à fiscalité propre créé en 2004 et auquel la commune avait transféré un certain nombre de ses compétences, dans les conditions déterminées par le code général des collectivités territoriales.
Dans le cadre des dispositions de la loi portant nouvelle organisation territoriale de la République du 7 août 2015, qui prévoit que les établissements publics de coopération intercommunale (EPCI) à fiscalité propre doivent avoir un minimum de 15 000 habitants, cette intercommunalité a fusionné avec sa voisine pour former, le 1er janvier 2017, la communauté de communes du Haut Pays du Montreuillois dont est désormais membre la commune.

### Liste des maires
| Période                                  | Période                       | Identité          | Étiquette | Qualité                                                  |
| ---------------------------------------- | ----------------------------- | ----------------- | --------- | -------------------------------------------------------- |
| Les données manquantes sont à compléter. |                               |                   |           |                                                          |
| avant 1865                               |                               | M. Bastard        |           |                                                          |
| avant 1962                               |                               | Marius Couturier  |           |                                                          |
| Les données manquantes sont à compléter. |                               |                   |           |                                                          |
| mars 2001                                | 2008                          | Christian Bizet   | DVD       |                                                          |
| mars 2008                                | En cours (au 2 décembre 2020) | Martine Delaplace |           | Cadre du secteur public Réélue pour le mandat 2020-2026, |

## Équipements et services publics

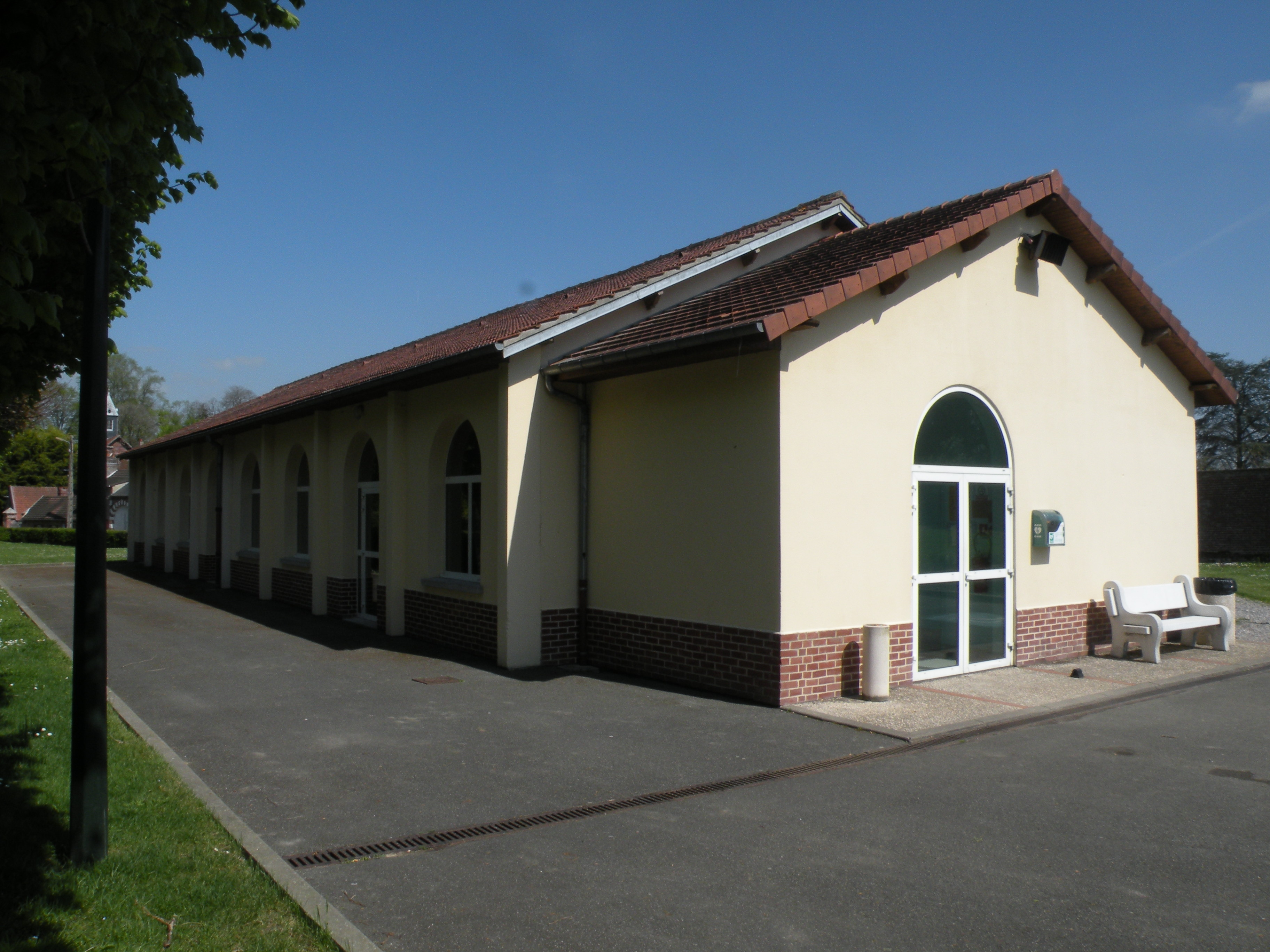
La salle des fêtes.
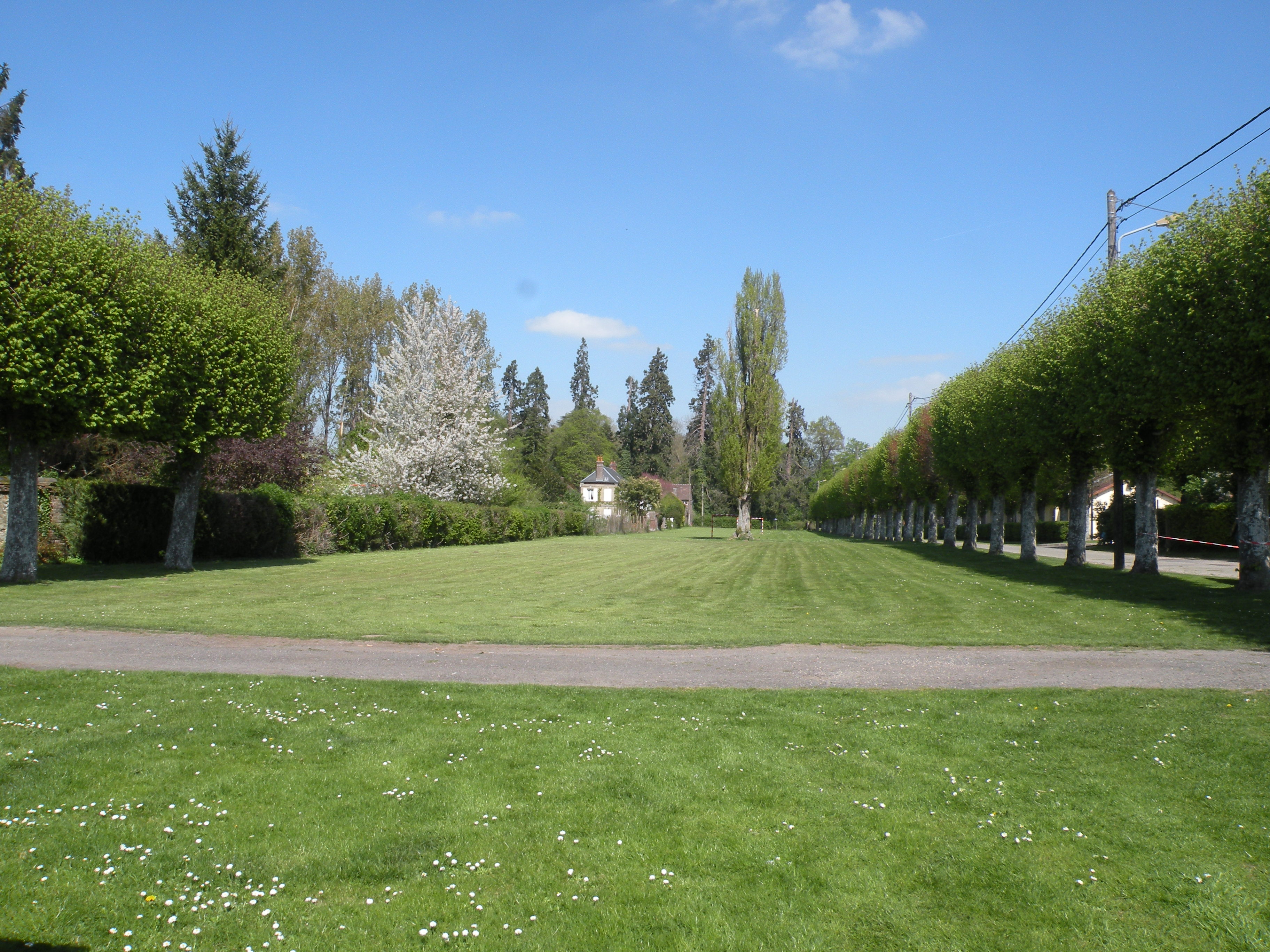
La place.

## Population et société

### Démographie

#### Évolution démographique
L'évolution du nombre d'habitants est connue à travers les recensements de la population effectués dans la commune depuis 1793. Pour les communes de moins de 10 000 habitants, une enquête de recensement portant sur toute la population est réalisée tous les cinq ans, les populations de référence des années intermédiaires étant quant à elles estimées par interpolation ou extrapolation. Pour la commune, le premier recensement exhaustif entrant dans le cadre du nouveau dispositif a été réalisé en 2008.

En 2022, la commune comptait 553 habitants, en évolution de −1,78 % par rapport à 2016 (Oise : +0,87 %, France hors Mayotte : +2,11 %).
| 1793 | 1800 | 1806 | 1821 | 1831 | 1836 | 1841 | 1846 | 1851 |
| ---- | ---- | ---- | ---- | ---- | ---- | ---- | ---- | ---- |
| 399  | 427  | 376  | 402  | 409  | 407  | 420  | 453  | 452  |

| 1856 | 1861 | 1866 | 1872 | 1876 | 1881 | 1886 | 1891 | 1896 |
| ---- | ---- | ---- | ---- | ---- | ---- | ---- | ---- | ---- |
| 452  | 424  | 409  | 431  | 390  | 385  | 375  | 341  | 349  |

| 1901 | 1906 | 1911 | 1921 | 1926 | 1931 | 1936 | 1946 | 1954 |
| ---- | ---- | ---- | ---- | ---- | ---- | ---- | ---- | ---- |
| 375  | 358  | 334  | 330  | 302  | 302  | 284  | 312  | 290  |

| 1962 | 1968 | 1975 | 1982 | 1990 | 1999 | 2006 | 2008 | 2013 |
| ---- | ---- | ---- | ---- | ---- | ---- | ---- | ---- | ---- |
| 287  | 275  | 295  | 315  | 453  | 535  | 575  | 586  | 562  |

| 2018 | 2022 | - | - | - | - | - | - | - |
| ---- | ---- | - | - | - | - | - | - | - |
| 544  | 553  | - | - | - | - | - | - | - |

#### Pyramide des âges
La population de la commune est relativement jeune.
En 2018, le taux de personnes d'un âge inférieur à 30 ans s'élève à 35,8 %, soit en dessous de la moyenne départementale (37,3 %). À l'inverse, le taux de personnes d'âge supérieur à 60 ans est de 22,1 % la même année, alors qu'il est de 22,8 % au niveau départemental.
En 2018, la commune comptait 282 hommes pour 262 femmes, soit un taux de 51,84 % d'hommes, largement supérieur au taux départemental (48,89 %).
Les pyramides des âges de la commune et du département s'établissent comme suit.
| Hommes | Classe d’âge | Femmes |
| ------ | ------------ | ------ |
| 0,4    | 90 ou +      | 1,1    |
| 3,9    | 75-89 ans    | 4,6    |
| 16,3   | 60-74 ans    | 17,9   |
| 24,8   | 45-59 ans    | 26,3   |
| 17,0   | 30-44 ans    | 16,0   |
| 20,9   | 15-29 ans    | 16,8   |
| 16,7   | 0-14 ans     | 17,2   |

| Hommes | Classe d’âge | Femmes |
| ------ | ------------ | ------ |
| 0,5    | 90 ou +      | 1,4    |
| 5,5    | 75-89 ans    | 7,6    |
| 15,6   | 60-74 ans    | 16,3   |
| 20,8   | 45-59 ans    | 20     |
| 19,4   | 30-44 ans    | 19,4   |
| 17,6   | 15-29 ans    | 16,2   |
| 20,6   | 0-14 ans     | 19,1   |

## Culture locale et patrimoine

### Lieux et monuments
- Château d'Auteuil ;

- Église Saint-Denis d'Auteuil ;

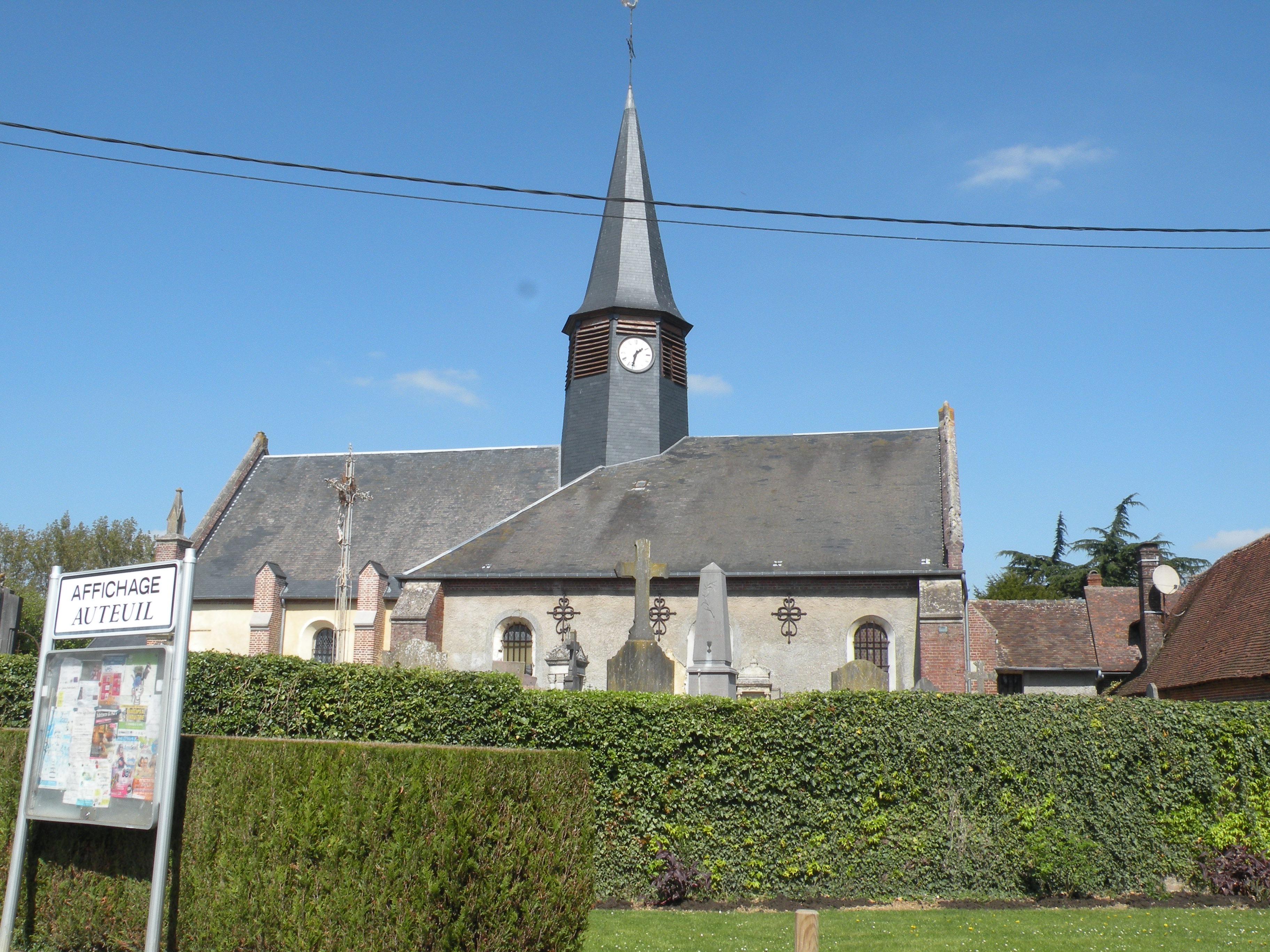
L'église Saint-Denis.

- Chemin des larris, aménagé en 2004 sur 5 km de longueur, permettant de découvrir la faune et la flore de ce secteur, tels que l'orchidée sauvage, le salsifi des prés et le papillon Argus bleu nacré. Le chemin commence en face de la mairie et forme deux boucles[27].

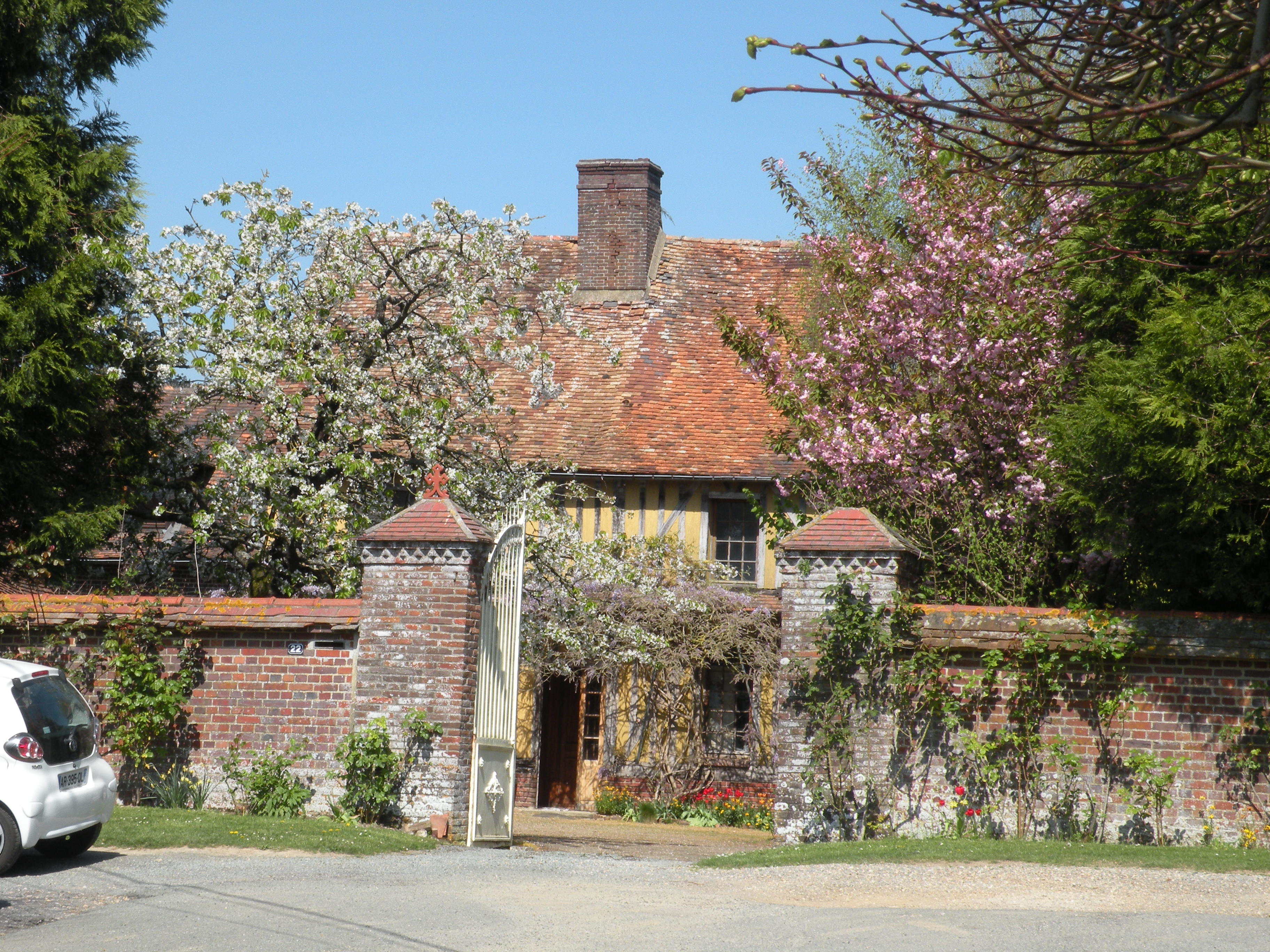
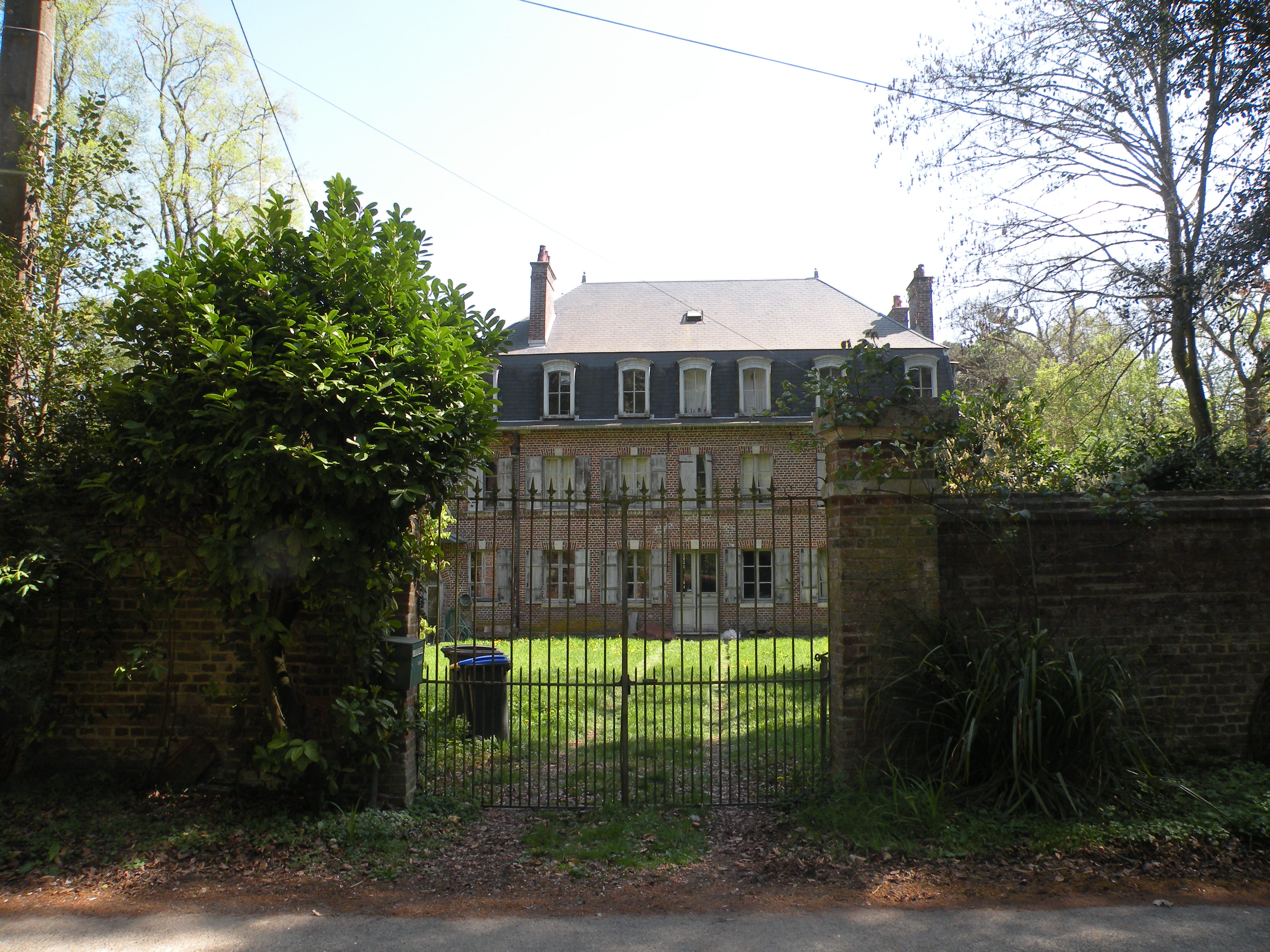
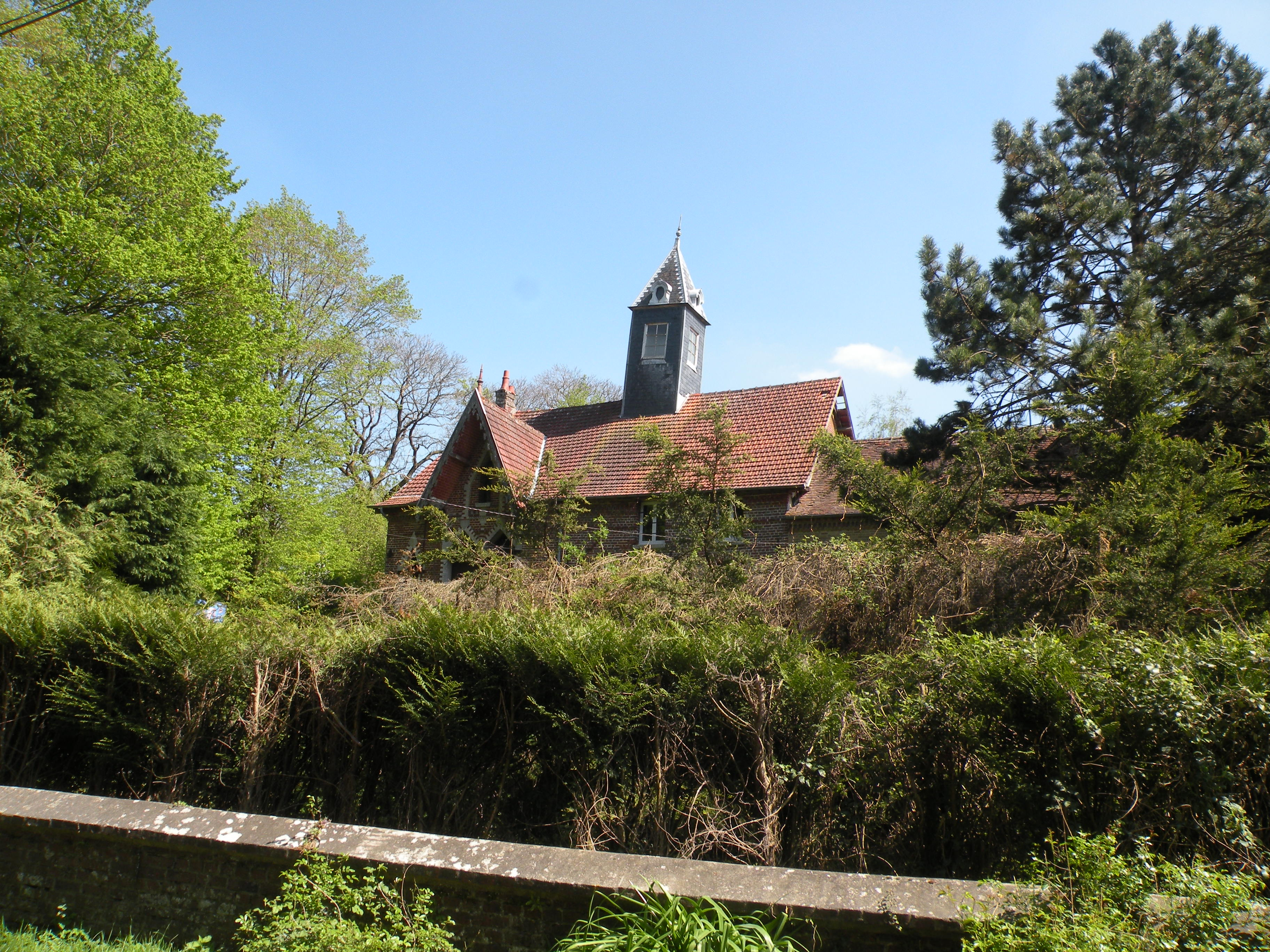
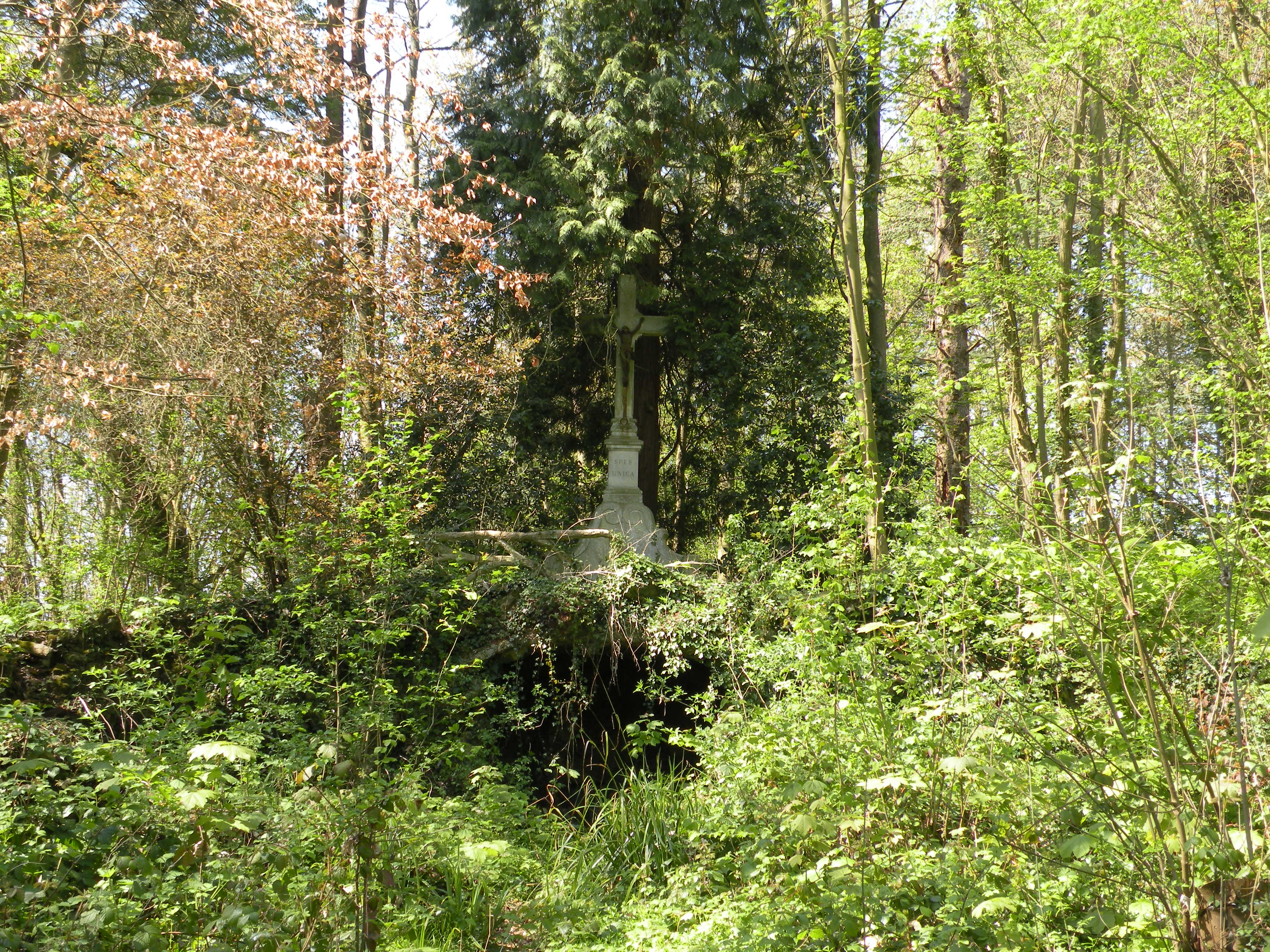
Calvaire
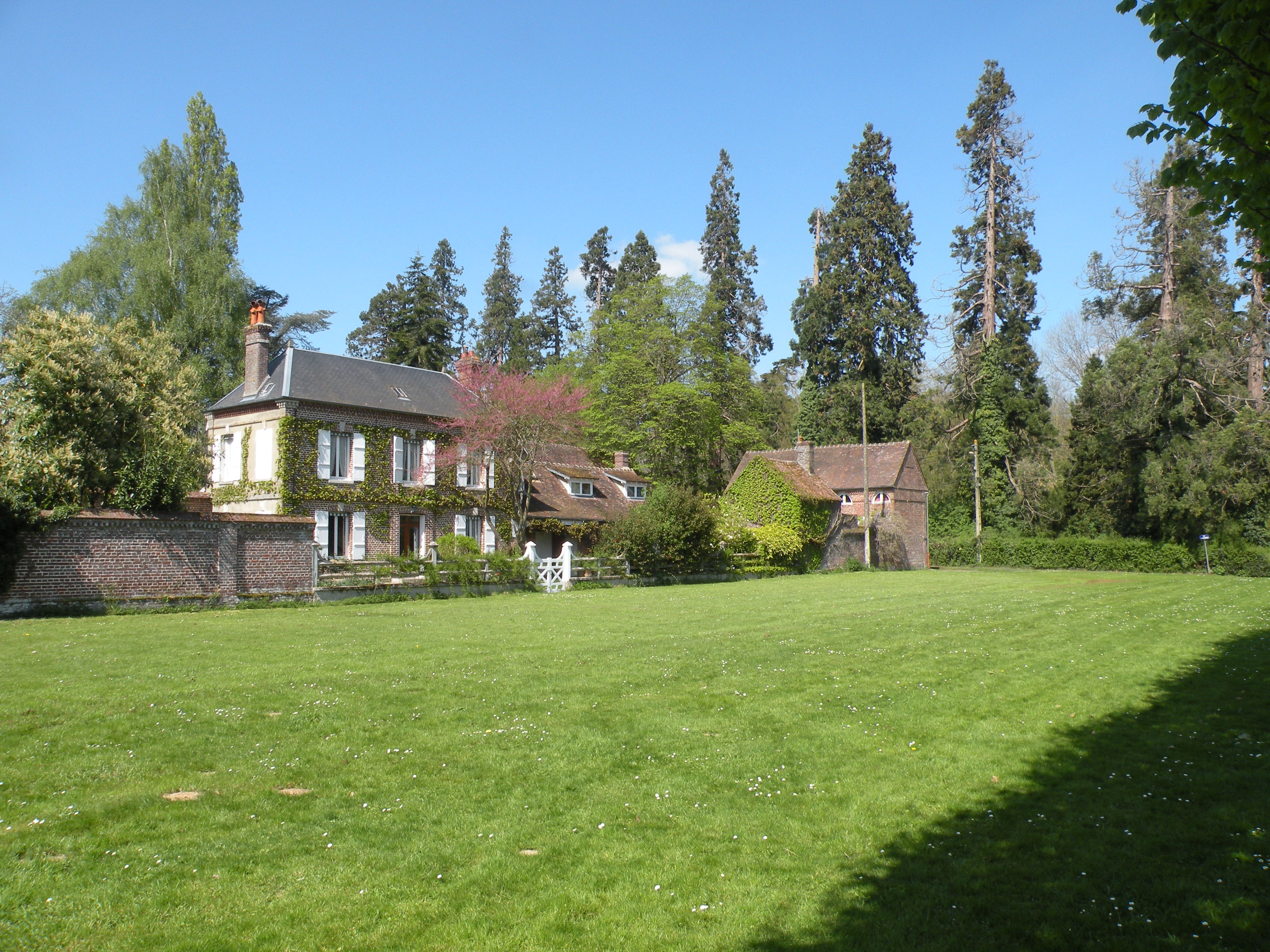
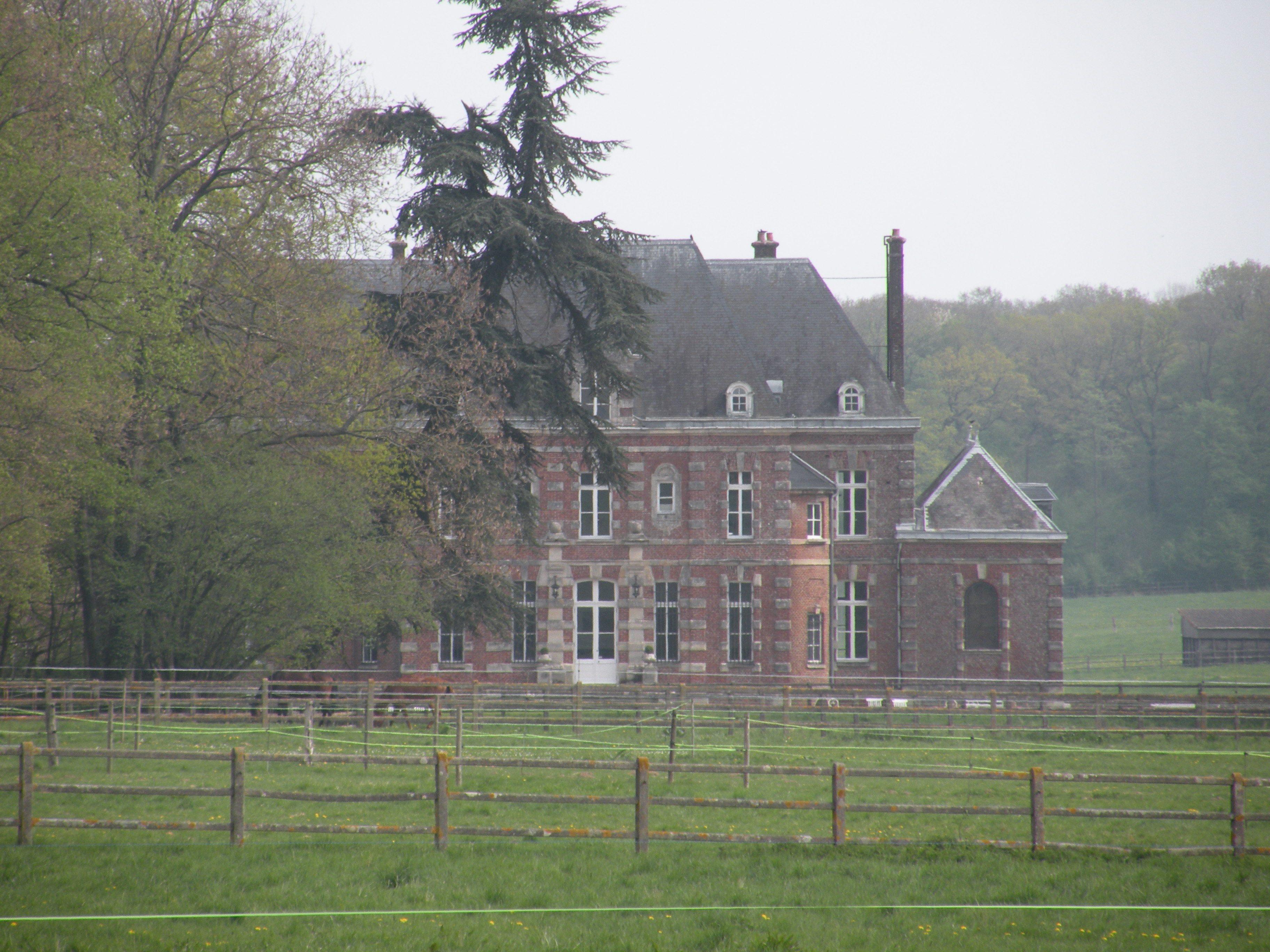

### Personnalités liées à la commune
- Yves de Chartres (vers 1040-1116), théologien, premier abbé de l'abbaye Saint-Quentin de Beauvais, est natif d'Auteuil. Il est nommé évêque de Chartres en 1089[17].
- En 1104, Hugues d'Auteuil et sa lemme Hildeburge font donation à l'Abbaye Saint-Quentin de la terre du Mesnil-Albert, qui était dépendait de la cathédrale Saint-Pierre de Beauvais et située à une demi-lieue d'Aateuil, pour y placer trois chanoines réguliers. Amaury, fils d'Hildeburge, confirme cette donation en 1114, en y ajoutant les dîmes de Vessancourt, du Val-de-l'Eau et le labour d'une charrue[17].
- Éloi Laurent Despeaux général de la Révolution française et baron de la Restauration est né à Malassise, hameau de la commune d'Auteuil le 14 octobre 1761.

### Héraldique
| Blason de Auteuil | Blason  | D'or à trois merlettes de sable ; au chef de gueules chargé à dextre d'un écusson d'or à un lion de gueules accompagné de huit coquilles d'azur ordonnées en orle. |
| Blason de Auteuil | Détails | Armes de la famille de Combault d'Auteuil. Le statut officiel du blason reste à déterminer.                                                                        |